# ゆめのかよいじ
『ゆめのかよいじ』は、大野安之のSF漫画作品である。少年画報社「ヤングキング」（当時は月刊）1987年1月号から4月号にかけて及び1988年1月号から4月号にかけて連載され、同社より1988年9月にコミックスが刊行された。全一巻。
2001年9月に角川書店から加筆訂正されて復刊されている。
いかにも日本的な内容であり、自然を、古の伝説を交えて表現している所が絶妙であった。Vol.8　電脳（Epilogue）では主人公の宮沢真理の姪のりさが真理の後を継ぐよう描かれている。
廃校となった木造校舎が主な舞台となっており、古い校舎から感じられる独特のノスタルジックな雰囲気をうまく表現している。
石橋杏奈主演で映画化された。映画公式ホームページによると2013年12月14日公開された。

## 内容
- Vol.1　音楽室
- Vol.2　空蝉（うつせみ）
- Vol.3　半蔀（はじとみ）
- Vol.4　葉隠（葉隠れ）
- Intermission
- Vol.5　月映（つくばえ）
- Vol.6　3月の声
- Vol.7　再見
- Vol.8　電脳（Epilogue）

- ※1988年09月版
- ※Intermissionは、雑誌掲載時の「Vol.4 住江（すみのえ）」を編集、加筆、削除して全24ページだったものを10ページに減らしている。

## 単行本
- ヤングキング
- 昭和63年10月15日初版発行（同年12月1日2版発行）
- ISBN 4-7859-1086-0　C0079

復刊版
- 発行 角川書店
- ISBN 4-04-853369-X
- 発行年月　2001年9月
- ※全ページ書き直しの上、Vol.8　電脳（Epilogue）を削除し間に別エピソードを新規で挿入するなど、大幅にイメージの異なるものとなっている。特にVol.8を削除し、その代わりに伝奇色の強いエピソードを挿入したことにより、SF漫画では無く現代に息づく伝奇的な要素を扱った漫画に大きく変貌している。
- 復刊版が角川書店より電子書籍で再版されている。

## 実写映画
2013年12月14日より公開。
新潟県の栃尾 (長岡市)でロケが行われ、2013年11月には新潟県内で先行上映された。

### キャスト
- 宮沢真理 - 石橋杏奈
- 岡部梨絵 - 竹富聖花
- 中島たかお - 白石隼也
- 浅野かや
- 上田結
- 岡田さつき
- 山田幸伸
- 丸一仙翁
- 喜多道枝
- サーモン鮭山
- 安藤匡史
- 大桃美代子（友情出演）

### スタッフ
- 原作 - 大野安之
- 監督・脚本 - 五藤利弘
- 脚本協力 - 菅野友恵
- 音楽 - 石塚徹
- 主題歌 - 笹川美和「プリズム」（cutting edge）
- 撮影協力 - 新潟県フィルム・コミッション協議会、長岡市、長岡観光コンベンション協会、長岡ロケナビ、長岡造形大学、新潟県立長岡商業高等学校、新潟日報社　ほか
- 特別協賛 - 栗山米菓、和島トゥールモンド、松電通信、諸橋酒造
- 協賛 - 新潟テレビ21、アークベル、星長豆腐店
- プロデューサー - 松岡周作、壺井大輔、扇澤武義
- 制作協力 - ボイスアンドハート
- 製作・配給 - 「ゆめのかよいじ」製作委員会（ディー・キューブ、ビデックス、アンバス、デジタライズ、栃尾映画製作委員会）